# Copa de Portugal de fútbol sala 2014-15
La Copa de Portugal de fútbol sala 2014-15 fue la decimoctava edición de la Copa de Portugal de fútbol sala, organizada por la Federación Portuguesa de Fútbol. Comenzó el 26 de octubre de 2014, y finalizó el 3 de mayo de 2015, con la disputa de la final en el Pabellón Multiusos de Sines.

## Primera ronda
La primera ronda se disputó el día 26 de octubre de 2014.
| Local        | Resultado | Visitante    |
| ------------ | --------- | ------------ |
| Louletano    | 7 - 3     | VC Santarém  |
| Boticas      | 5 - 8     | Vila Flor    |
| Póvoa Meadas | 1 - 6     | Domus Nostra |
| Casal Cinza  | 0 - 7     | São Mateus   |

## Segunda ronda
La segunda ronda se disputó los días 22 y 23 de noviembre de 2014.
| Local                  | Resultado          | Visitante              |
| ---------------------- | ------------------ | ---------------------- |
| Marítimo               | CANC.              | Desp. Ordem            |
| Valpaços Futsal        | 5 - 1              | AD São Romão           |
| CPR Pocariça           | 3 - 5              | Os Indefectíveis       |
| Cruzado Canicense      | 6 - 7 pr.          | Portela                |
| CP Miranda Corvo       | 3 - 4              | Academia Caranguejeira |
| Rabo Peixe             | 3 - 2              | U. Montemor            |
| Arsenal Parada         | 5 - 2              | Cariense               |
| Futsal Azeméis         | 6 - 3              | ACDSC Cabeçudense      |
| Vila Flor              | 0 - 12             | Piratas de Creixomil   |
| ABC Nelas              | 7 - 1              | Caxinas                |
| São Martinho de Mouros | 2 - 4              | Cohaemato              |
| Associação Soujovem    | 1 - 4              | AR Amarense            |
| Operário Lagoa         | 4 - 3              | Albufeira Futsal       |
| SC Ferreirense         | 0 - 7              | Fonsecas e Calçada     |
| Atlético CP            | 5 - 3              | Os Vinhais             |
| Quinta dos Lombos      | 3 - 4              | AMSAC                  |
| Louletano              | 3 - 2              | Laranjal               |
| Eléctrico              | 2 - 1              | Leceia                 |
| Fátima                 | 5 - 3              | Olho Marinho           |
| Amigos de Sá           | 4 - 9              | Lamas Futsal           |
| CB Oleiros             | 3 - 4              | Bairro Boa Esperança   |
| Feirense               | 4 - 3              | Pioneiros Bragança     |
| Santa Luzia            | 3 - 5 pr.          | CDC Priscos            |
| ASCRD Nogueiró         | 6 - 8              | Paredes                |
| GDR Lameirinhas        | 4 - 1              | Sangemil               |
| Lobitos Futsal         | 5 - 4              | Jaca                   |
| Beira-Mar              | 6 - 4              | Pedreles               |
| Casal Velho            | 4 - 3              | SC Vila Verde          |
| Domus Nostra           | 7 - 4              | Posto Santo            |
| UPVN                   | 2 - 1              | GD Fabril Barreiro     |
| CF Sassoeiros          | 0 - 4              | Sonâmbulos             |
| GD Cem Paus            | 2 - 2 (2 - 4 pen.) | Desp. Aves             |
| São Mateus             | 2 - 5              | CS São João            |
| Viseu 2001             | 10 - 3             | AJAB Tabuaço           |
| ACR Vale de Cambra     | 3 - 1              | Gualtar                |
| Tires Futsal           | 3 - 3 (2 - 3 pen.) | Matraquilhos FC        |

## Tercera ronda
La tercera ronda se disputó los días 20, 21, 27 y 28 de diciembre de 2014 entre los equipos clasificados de segunda ronda.
| Local                | Resultado          | Visitante              |
| -------------------- | ------------------ | ---------------------- |
| Portela              | 6 - 0              | Paredes                |
| Valpaços Futsal      | 7 - 2              | Bairro Boa Esperança   |
| Os Indefectíveis     | 4 - 3              | Atlético CP            |
| Sonâmbulos           | 3 - 4              | Fátima                 |
| Operário Lagoa       | 5 - 2              | Viseu 2001             |
| Fonsecas e Calçada   | 2 - 5              | ABC Nelas              |
| CDC Priscos          | 4 - 5              | AR Amarense            |
| Feirense             | 7 - 4 pr.          | Eléctrico              |
| Lobitos Futsal       | 5 - 4              | Desp. Aves             |
| Domus Nostra         | 2 - 4              | Beira-Mar              |
| UPVN                 | 4 - 3              | Lamas Futsal           |
| CS São João          | 3 - 2              | AMSAC                  |
| Arsenal Parada       | 5 - 2              | Cohaemato              |
| Louletano            | 3 - 4 pr.          | Casal Velho            |
| Futsal Azeméis       | 4 - 5              | ACR Vale de Cambra     |
| GDR Lameirinhas      | 3 - 1              | Rabo Peixe             |
| Marítimo             | 3 - 3 (0 - 2 pen.) | Academia Caranguejeira |
| Piratas de Creixomil | 4 - 1              | Matraquilhos FC        |

## 4ª ronda
Los dieciseisavos de final se disputaron los días 17 y 18 de enero de 2015 entre los 18 equipos ganadores de la 3ª ronda y los 14 equipos de Primera División.
| Local                  | Resultado           | Visitante               |
| ---------------------- | ------------------- | ----------------------- |
| Valpaços Futsal        | 0 - 7               | Fátima                  |
| AD Fundão              | 0 - 0 (3 - 1 pen.)  | SL Olivais              |
| SC Braga/AAUM          | 1 - 4               | SL Benfica              |
| Os Indefectíveis       | 0 - 1               | AD Modicus              |
| Piratas de Creixomil   | 3 - 6               | CCRD Burinhosa          |
| Operário Lagoa         | 6 - 5               | Arsenal Parada          |
| Portela                | 1 - 2 pr.           | CR Leões de Porto Salvo |
| Rio Ave                | 5 - 3               | Boavista FC             |
| Academia Caranguejeira | 0 - 2               | Cascais                 |
| ABC Nelas              | 7 - 7 (10 - 9 pen.) | CS São João             |
| GDR Lameirinhas        | 1 - 2               | Póvoa Futsal            |
| Lobitos Futsal         | 3 - 6               | Belenenses              |
| AR Amarense            | 5 - 2               | ACR Vale de Cambra      |
| Beira-Mar              | 5 - 7 pr.           | Casal Velho             |
| UPVN                   | 3 - 1               | Feirense                |
| Unidos Pinheirense     | 2 - 4               | Sporting CP             |

## Octavos de final
Los octavos de final se disputaron los días 15 de febrero y 14 de marzo de 2015 entre los equipos clasificados de dieciseisavos de final.
| Local          | Resultado | Visitante               |
| -------------- | --------- | ----------------------- |
| Cascais        | 0 - 2     | AD Fundão               |
| Rio Ave        | 3 - 2     | CR Leões de Porto Salvo |
| AD Modicus     | 7 - 4     | Póvoa Futsal            |
| Fátima         | 6 - 3     | UPVN                    |
| AR Amarense    | 2 - 6     | SL Benfica              |
| Casal Velho    | 0 - 7     | Sporting CP             |
| ABC Nelas      | 0 - 4     | CCRD Burinhosa          |
| Operário Lagoa | 3 - 6     | Belenenses              |

## Cuartos de final
Los cuartos de final se disputaron los días 28 y 29 de marzo de 2015.
| Local          | Resultado | Visitante  |
| -------------- | --------- | ---------- |
| Fátima         | 3 - 7     | SL Benfica |
| Sporting CP    | 7 - 2     | Rio Ave    |
| AD Modicus     | 2 - 1     | Belenenses |
| CCRD Burinhosa | 3 - 4     | AD Fundão  |

## Semifinales
Las semifinales se disputaron el día 2 de mayo de 2015.
| Local       | Resultado | Visitante  |
| ----------- | --------- | ---------- |
| Sporting CP | 1 - 2     | SL Benfica |
| AD Modicus  | 0 - 3     | AD Fundão  |

## Final
| 1           | Bandera de Portugal | Cláudio Martins |  |
| 4           | Bandera de Portugal | André Nabais    |  |
| 17          | Bandera de Portugal | Mário Freitas   |  |
| 18          | Bandera de Portugal | Anilton         |  |
| 10          | Bandera de Portugal | Liléu           |  |
| Entrenador: | Entrenador:         | Bruno Travassos |  |

| 12          | Bandera de España   | Juanjo            |  |
| 9           | Bandera de Portugal | Gonçalo Alves     |  |
| 2           | Bandera de Brasil   | Chaguinha         |  |
| 7           | Bandera de Japón    | Rafael Henmi      |  |
| 8           | Bandera de Italia   | Alessandro Patias |  |
| Entrenador: | Entrenador:         | Joel Rocha        |  |

| 12 | Bandera de Portugal | Gonçalo Portugal |  |
| 24 | Bandera de Portugal | Rafael Abdul     |  |
| 6  | Bandera de Portugal | Miguel Silva     |  |
| 9  | Bandera de Portugal | Fábio Salvado    |  |
| 11 | Bandera de Portugal | João Baptista    |  |
| 7  | Bandera de Portugal | Nuno Couto       |  |
| 23 | Bandera de Portugal | Teka             |  |
| 52 | Bandera de Portugal | Tiago Soares     |  |

| 1  | Bandera de Portugal  | Bebé              |  |
| 15 | Bandera de Portugal  | Cristiano Marques |  |
| 19 | Bandera de Brasil    | Mancuso           |  |
| 23 | Bandera de Brasil    | Jefferson         |  |
| 3  | Bandera de Portugal  | Bruno Coelho      |  |
| 11 | Bandera de Portugal  | Bruno Pinto       |  |
| 20 | Bandera de Portugal  | Ré                |  |
| 14 | Bandera de Argentina | Alan Brandi       |  |

| Anotado | 33' | Mário Freitas | 1-5 |
| Anotado | 39' | Mário Freitas | 2-5 |

| Anotado | 9'  | Ré           | 0-1 |
| Anotado | 17' | Mancuso      | 0-2 |
| Anotado | 19' | Ré           | 0-3 |
| Anotado | 26' | Bruno Coelho | 0-4 |
| Anotado | 32' | Jefferson    | 0-5 |

| Amonestado | 8'  | Miguel Silva |  |
| Amonestado | 30' | Liléu        |  |

| Amonestado | 5'  | Juanjo            |  |
| Amonestado | 6'  | Alessandro Patias |  |
| Amonestado | 29' | Jefferson         |  |
| Amonestado | 31' | Chaguinha         |  |

| 1           | Bandera de Portugal | Cláudio Martins |  |
| 4           | Bandera de Portugal | André Nabais    |  |
| 17          | Bandera de Portugal | Mário Freitas   |  |
| 18          | Bandera de Portugal | Anilton         |  |
| 10          | Bandera de Portugal | Liléu           |  |
| Entrenador: | Entrenador:         | Bruno Travassos |  |

| 12          | Bandera de España   | Juanjo            |  |
| 9           | Bandera de Portugal | Gonçalo Alves     |  |
| 2           | Bandera de Brasil   | Chaguinha         |  |
| 7           | Bandera de Japón    | Rafael Henmi      |  |
| 8           | Bandera de Italia   | Alessandro Patias |  |
| Entrenador: | Entrenador:         | Joel Rocha        |  |

| 12 | Bandera de Portugal | Gonçalo Portugal |  |
| 24 | Bandera de Portugal | Rafael Abdul     |  |
| 6  | Bandera de Portugal | Miguel Silva     |  |
| 9  | Bandera de Portugal | Fábio Salvado    |  |
| 11 | Bandera de Portugal | João Baptista    |  |
| 7  | Bandera de Portugal | Nuno Couto       |  |
| 23 | Bandera de Portugal | Teka             |  |
| 52 | Bandera de Portugal | Tiago Soares     |  |

| 1  | Bandera de Portugal  | Bebé              |  |
| 15 | Bandera de Portugal  | Cristiano Marques |  |
| 19 | Bandera de Brasil    | Mancuso           |  |
| 23 | Bandera de Brasil    | Jefferson         |  |
| 3  | Bandera de Portugal  | Bruno Coelho      |  |
| 11 | Bandera de Portugal  | Bruno Pinto       |  |
| 20 | Bandera de Portugal  | Ré                |  |
| 14 | Bandera de Argentina | Alan Brandi       |  |

| Anotado | 33' | Mário Freitas | 1-5 |
| Anotado | 39' | Mário Freitas | 2-5 |

| Anotado | 9'  | Ré           | 0-1 |
| Anotado | 17' | Mancuso      | 0-2 |
| Anotado | 19' | Ré           | 0-3 |
| Anotado | 26' | Bruno Coelho | 0-4 |
| Anotado | 32' | Jefferson    | 0-5 |

| Amonestado | 8'  | Miguel Silva |  |
| Amonestado | 30' | Liléu        |  |

| Amonestado | 5'  | Juanjo            |  |
| Amonestado | 6'  | Alessandro Patias |  |
| Amonestado | 29' | Jefferson         |  |
| Amonestado | 31' | Chaguinha         |  |

| Bandera de Portugal |
| Campeón SL Benfica  |
| 6º título           |